# Azimut

Azimut je úhel mezi severem (Nord) a zvoleným směrem (Point)

Azimut (z arabského السمت (as-samat), znamenající “směr”) je úhel, který ve vodorovné rovině svírá určitý směr se severním nebo jižním směrem. Azimut slouží k určování polohy pozorovaného objektu a navigaci.

## Topografický azimut
Topografický azimut je úhel, který ve vodorovné rovině svírá určitý směr se směrem severním.
Úhel je orientovaný po směru pohybu hodinových ručiček, tedy hodnoty přibývají od severu směrem k východu, měří se ve stupních (0°–360°). Z definice vyplývá, že sever má azimut 0°, východ 90°, jih 180° a západ 270°, ovšem s výjimkou v místě jižního a severního pólu, kde všechny azimuty směřují k opačnému pólu.

Azimut bodu B v bodě A je 135°, pro návrat z bodu B je potřeba přičíst otočku 180° (135°+180°=azimut 315°)

Azimut může sloužit k určování směru pochodu, směru k pozorovanému objektu, směr pohybu apod. K měření azimutu při navigaci se používá buzola a v mapě také úhloměr. Podle zvolené aplikace je potřeba zohlednit magnetickou deklinaci (např. přesná navigace dle mapy) nebo stačí azimut měřit od magnetického severu (např. určení návratového směru).

## Astronomický azimut
V astronomii má azimut 0° jih. Hodnoty také narůstají ve směru hodinových ručiček, takže západ má potom azimut 90°, sever 180° a východ 270°.
Ve sférické astronomii se používají obzorníkové souřadnice, kde slouží azimut spolu s úhlovou výškou k určení polohy nebeského tělesa na nebeské sféře.